# Mike Scott (koszykarz ur. 1993)
Michaelyn Duane Scott (ur. 10 sierpnia 1993 w Tulsie) – amerykański koszykarz grający na pozycjach rozgrywającego, obecnie zawodnik Polskiego Cukru Pszczółki Start Lublin. 
W szkole średniej został dwukrotnie uznany MVP ligi, został też zaliczony do I składu  All-Los Angeles City.
W 2018 rozegrał trzy spotkania w barwach Chicago Bulls, podczas letniej ligi NBA.
18 sierpnia 2018 został zawodnikiem BM Slam Stali Ostrów Wielkopolski.
20 grudnia 2021 dołączył do Polskiego Cukru Pszczółki Start Lublin.

## Osiągnięcia
Stan na 21 lutego 2022, na podstawie, o ile nie zaznaczono inaczej.
NJCAA
- Zaliczony do składu California All-State (2013)

NCAA
- Zaliczony do II składu Big Sky (2015)

Drużynowe
- Mistrz Ligi Bałtyckiej (2016)
- Zdobywca Pucharu Polski (2019)[5]
- Finalista Pucharu Polski (2022)[6]